# معركة بوباسنا
معركة بوباسنا كانت اشتباك عسكري بين القوات الروسية وجمهورية لوغانسك الشعبية من جهة والقوات الأوكرانية من جهة أخرى في مدينة بوباسنا  في لوهانسك أوبلاست. بدأت المعركة في 18 مارس وانتهت في 7 مايو 2022 وكانت جزءًا من معركة دونباس (2022). كانت مدينة بوباسنا، التي يبلغ عدد سكانها أكثر من 22,000 نسمة، مركزًا إقليميًا مهمًا مع العديد من تقاطعات الطرق الرئيسية للتقدم الروسي. 

## المعركة
بدأ القتال من أجل مدينة بوباسنا شديدة التحصين، في 18 مارس 2022. تقدمت قوات لوغانسك والقوات الروسية واستولت على كريمينا في 18 أبريل. واصلت القوات التقدم نحو بوباسنا وروبيجني.
طورت القوات الروسية الهجوم من خلال توجيه ضربات مدفعية وضربات جوية على مواقع القوات الأوكرانية.  ومع ذلك، بحلول 18 أبريل، وفقًا لمعهد دراسة الحرب، لم يكن الجيش الروسي يحرز تقدمًا كبيرًا. 
في 22 أبريل، أعلن رئيس الإدارة الإقليمية في لوهانسك، سيرهي هايداي، أن الجيش الروسي قد فشل في بوباسنا وروبيجني. في الوقت نفسه، قال هايداي إن القوات الروسية سيطرت على 80% من أراضي لوهانسك.  ومع ذلك، في 7 مايو، تم الاستيلاء على المدينة، التي دمرها القتال، من قبل القوات الروسية. وأكد هايداي انسحاب القوات الأوكرانية.  
في 8 مايو، قال هايداي في البداية إن الروس يسيطرون على نصف المدينة فقط،  ولكن في وقت لاحق اعترف بأن القوات الأوكرانية انسحبت بعيدًا عن بوباسنا.  تعتبر التقييمات الغربية أن بوباسنا يخضع بالكامل للسيطرة الروسية. أنشأت القوات الروسية إدارة مدنية-عسكرية روسية مؤقتة للمدينة واستمرت في التقدم. 